# Prairies humides et forêts alluviales du Val de Saône aval
Prairies humides et forêts alluviales du Val de Saône aval este o arie protejată (sit de importanță comunitară — SCI) din Franța întinsă pe o suprafață de 1.041 ha, integral pe uscat.

## Localizare
Centrul sitului Prairies humides et forêts alluviales du Val de Saône aval este situat la coordonatele 46°04′27″N 4°45′08″E / 46.07417°N 4.75229°E.

## Înființare
Situl Prairies humides et forêts alluviales du Val de Saône aval a fost declarat arie specială de conservare în baza directivei 92/43 din 1992 referitoare la conservarea habitatelor naturale și a faunei și florei sălbatice pentru a proteja 3 specii de animale.

## Biodiversitate
Situată în ecoregiunea continentală, aria protejată conține 3 habitate naturale: Fânețe de joasă altitudine (Alopecurus pratensis, Sanguisorba officinalis), Păduri aluvionare cu Alnus glutinosa și Fraxinus excelsior (Alno-Padion, Alnion incanae, Salicion albae), Păduri mixte riverane de Quercus robur, Ulmus laevis și Ulmus minor, Fraxinus excelsior sau Fraxinus angustifolia, de-a lungul marilor râuri (Ulmenion minoris).
La baza desemnării sitului se află mai multe specii protejate:
- amfibieni (1): triton cu creastă (Triturus cristatus)
- nevertebrate (1): fluturele purpuriu (Lycaena dispar)
- pești (1): boarță (Rhodeus amarus)

Pe lângă speciile protejate, pe teritoriul sitului au mai fost identificate 19 specii de plante, 2 specii de nevertebrate, 1 specie de pești.